# Adolfine
Adolfine, auch Adolphine, ist die weibliche Variante des Vornamens Adolf.
Daneben existieren die Varianten Adolfina und Adolfa. 

## Namensträgerinnen
- Adolphine von Klitzing (1772–1844), Autorin und Jugendfreundin Heinrich von Kleists
- Adolfine Neumann (1822–1844), deutsche Schauspielerin
- Adolphine Bertha Pfeiffer (1889–1971), NS-Opfer
- Adolfine Reichlin-Meldegg (1839–1907), Malerin und Schriftstellerin
- Adolphine von Rohr (1855–1923), Äbtissin des Klosters Heiligengrabe
- Adolphine von Schauroth (1813–1887), deutsche Pianistin
- Adolphine Sophie Henriette Vogel (1780–1811), Freundin Heinrich von Kleists
- Adolfine Werbik-Seiberl (1912–1989), österreichische Autorin

## Sonstiges
- Die Elektrolokomotive E 69 05 der ehemaligen Lokalbahn Aktien-Gesellschaft (LAG) trägt den Spitznamen Adolphine.
- Zeche Adolphine, Bergwerk